# Elena Brambilla
Elena Brambilla (Milão, 29 de julho de 1942 – Milão, 3 de fevereiro de 2018) foi uma historiadora italiana. 

## Biografia
Elena Brambilla nasceu em Milão, em 29 de julho de 1942. Filha de Franca Brambilla Ageno. Brambilla especializou-se em história moderna, graduando-se em 1967 na Universidade de Milão.
Trabalhou primeiro como assistente antes de se tornar professora na Faculdade de Letras e Filosofia da Universidade de Milão, a partir de 1983. Coordenou o curso universitário ítalo-francês de dois anos de especialização em história moderna. Entre 1998 e 1999 colaborou com o Instituto Histórico ítalo-germânico (ISIG) em Trento. Dedicou-se em particular à história da universidade, da medicina e da ciência, às relações entre Estado e Igreja, bem como à história das mulheres.
Brambilla escreveu vários ensaios e colaborou na edição de alguns periódicos, como Rivista di storia della filosofia, Rivista di storia della Chiesa in Italia, Rivista di studi politici internazionali, Società e storia, Diritto comunitario e degli scambi internazionali, Quaderni storici, Nuova Rivista Storica, Rivista Storica Italiana e Communications do Centro de Pesquisa Política da Sorbonne. Foi membro do conselho da Unicomli, fornecendo uma série de edições de história para a Lombardia.
Brambilla morreu em Milão em 3 de fevereiro de 2018.

## Publicações selecionadas
- Bambini e genitori insieme: esperienze e proposte di catechesi familiare, Brescia, Morcelliana, 1981, p. 120.[5]
- La città e la corte: buone e cattive maniere tra Medioevo ed età moderna, Guerini e associati, 1991, ISBN 9788878022799.
- com Giovanni Muto, La Lombardia spagnola, Milano, Unicopli, 1997, p. 426, ISBN 9788840004747.
- Alle origini del Sant'Uffizio: penitenza, confessione e giustizia spirituale dal Medioevo al XXVI secolo, Bologna, il Mulino, 2000 (1ª edizione), p. 590, ISBN 9788815077592.
- Genealogie del sapere: università, professioni giuridiche e nobiltà togata in Italia (XIII - XVII secolo), Milano, Unicopli, 2005, p. 384, ISBN 9788840010083.
- La giustizia intollerante: inquisizioni e tribunali confessionali in Europa (secoli IV-XVIII), Roma, Carocci Editore, 2006 (1ª edizione), p. 272, ISBN 9788843038756.
- com Carlo Capra, Aurora Scotti, Istituzioni e cultura in età napoleonica, Milano, FrancoAngeli, 2008, p. 657, ISBN 9788846498366.
- Routines of existence: time, life and after life in society and religion, Pisa, Pisa University Press, 2009, p. 120, ISBN 9788884926500.
- com Alessia Lirosi, Le cronache di Santa Cecilia: un monastero femminile a Roma in età moderna, Roma, Viella, 2009, p. 309, ISBN 9788883344282.
- com Daniel Armogathe, Du lien politique au lien social: les élites, Aix-en-Provence, UMR Telemme, 2009, p. 250.[6]
- Corpi invasi e viaggi dell'anima: santità, possessione, esorcismo dalla teologia barocca alla medicina illuminista, Roma, Viella, 2010 (1ª edizione), p. 302, ISBN 9788883344176.
- com Letizia Arcangeli, Stefano Levati, Sociabilità e relazioni femminili nell'Europa moderna, Milano, FrancoAngeli, 2013, p. 323, ISBN 9788820435714.
- com Anne Jacobson Schutte, La storia di genere in Italia in età moderna: un confronto tra storiche nordamericane e italiane, Roma, Viella, 2014, p. 468, ISBN 9788867283422.[4]